# Avanti! (film)
Avanti! är en amerikansk-italiensk komedifilm från 1972 i regi av Billy Wilder. Filmen är baserad på en pjäs av Samuel A. Taylor som spelades på Broadway 1968. I huvudrollerna ses Jack Lemmon och Juliet Mills.

## Handling
Den strama och pryda sonen till en mycket framgångsrik affärsman reser till Italien för hämta hem sin fars döda kropp. På plats inser han att hans far dog tillsammans med sin älskarinna. Det sonen trodde skulle bli en kort visit med några praktiska göromål visar sig bli långt mer komplicerat och rafflande. 

## Rollista i urval
- Jack Lemmon - Wendell Armbruster, Jr.
- Juliet Mills - Pamela Piggott
- Clive Revill - Carlo Carlucci
- Edward Andrews - J.J. Blodgett
- Gianfranco Barra - Bruno
- Franco Angrisano - Arnoldo Trotta
- Franco Acampora  - Armando Trotta
- Giselda Castrini - Anna, servitris
- Pippo Franco - Matarazzo
- Janet Agren - sjuksyster
- Giacomo Rizzo - bartender
- Antonino Faà di Bruno - portvakt
- Raffaele Mottola - passkontrollör
- Harry Ray - doktor Fleischmann